# Анкус

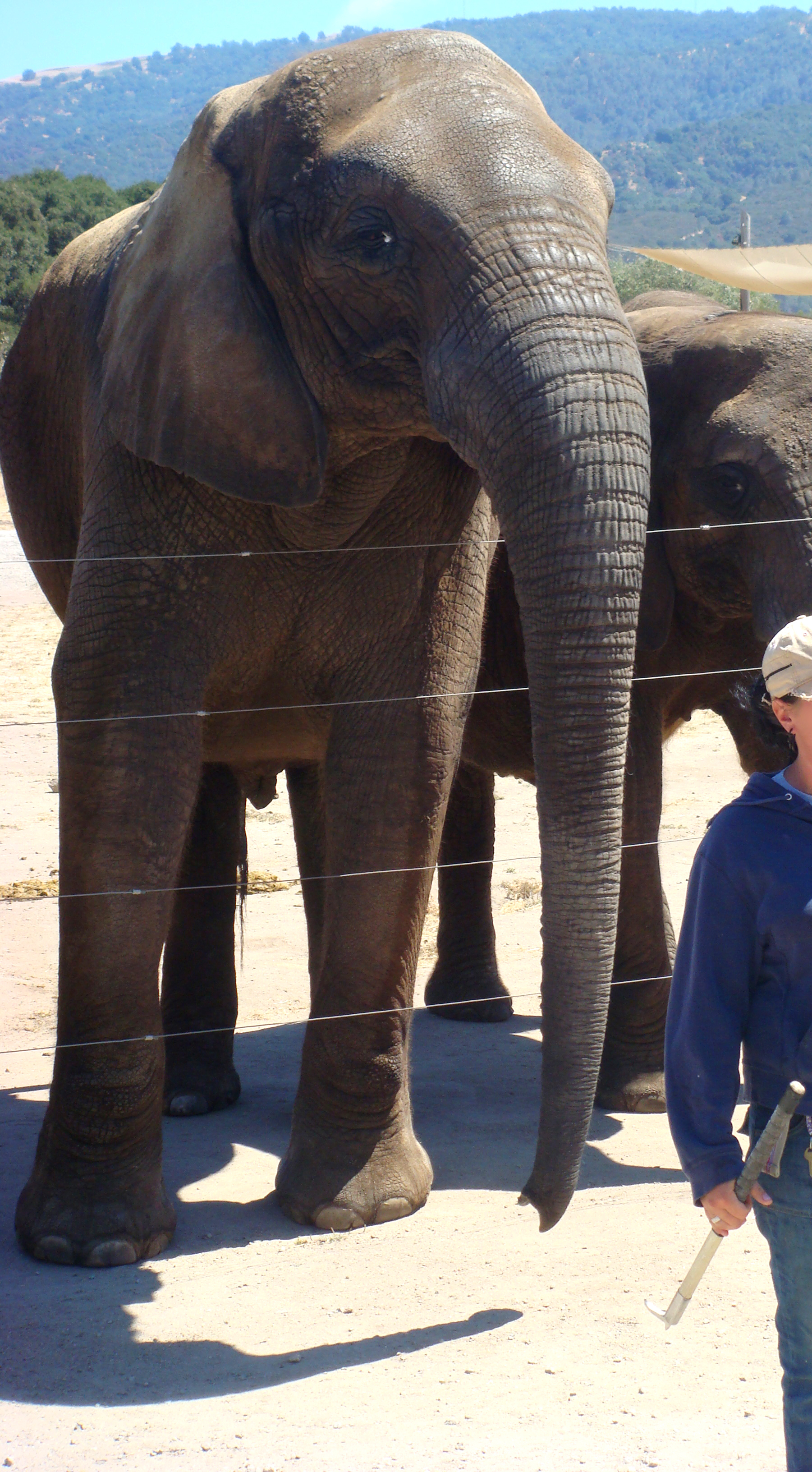
Азиатские слоны в Калифорнийском заповеднике и погонщик с современным аналогом анкуса в руках

А́нкуc или а́нкуша (санскр. अंकुश, IAST: aṅkuśa), стрека́ло — инструмент дрессировщика и погонщика слона . Представляет собой короткое, чуть более полуметра, копьё с толстой рукояткой и багром.

## Применение
Крюк стрекала использовали для точечных уколов в районе кожи головы, таким образом болевыми ощущениями управляя направлением и скоростью движения слона.
Барельеф в деревне Санчи и фреска в пещерах Аджанты изображают экипаж из трёх человек на боевом слоне. Погонщика с анкусом, элитного воина, сидящего за погонщиком, и ещё одного воина, сидящего позади.
Носсов и Дэнис (2008: с. 16) указывают:
Анкус, заостренное стрекало с острым крюком, являлся основным инструментом управления слоном. Впервые анкус появился в Индии в 6-5 столетии до н.э. и с тех пор использовался повсеместно, где слоны служили человеку.
Оригинальный текст (англ.)An ankusha, a sharpened goad with a pointed hook, was the main tool for managing an elephant. The ankusha first appeared in India in the 6th-5th century BC and has been used ever since, not only there, but wherever elephants served man.

## Конструкция

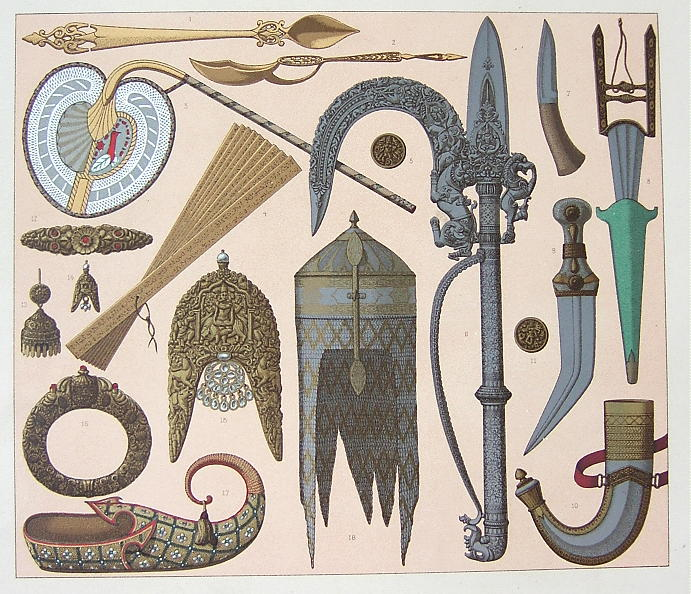
Индийское оружие и аксессуары, справа виден богато украшенный анкус

У древних анкусов ручка может быть сделана из любого доступного тогда материала, обычно дерева или слоновой кости, в зависимости от социального статуса владельца. Современные инструменты погонщиков, которые весьма напоминают анкус, сделаны из различных материалов, — фибергласа, пластика, металла, дерева и других.
Анкусы находят в старинных оружейных и храмах по всей Индии, где для какой либо цели использовались слоны (в военных, рабочих и религиозных целях). Очень часто они хорошо оформлены, имеют орнаменты различной сложности, рисунки, украшены драгоценными камнями. Наиболее богато украшенные экземпляры использовались в церемониальных целях.

## В литературе

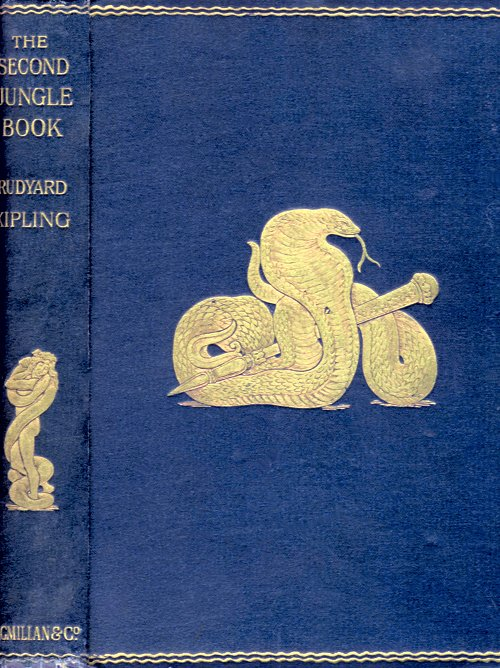
Белая кобра свернувщаяся вокруг королевского анкуса на обложке Второй Книги Джунглей. Издание 1894 года.

Во Второй книге джунглей Редьярда Киплинга Маугли находит богато украшенный анкус королевского погонщика слонов в сокровищнице заброшенного города. Не осознавая ценности этой вещи, он отбирает её у хранительницы пещеры — белой кобры, а затем оставляет в джунглях, что ведёт к цепи убийств людей, нашедших его. Следуя за убийцами и жертвами, он находит последних жертв анкуса, убивших друг друга, и возвращает драгоценность хранительнице сокровищницы.

## Иконография

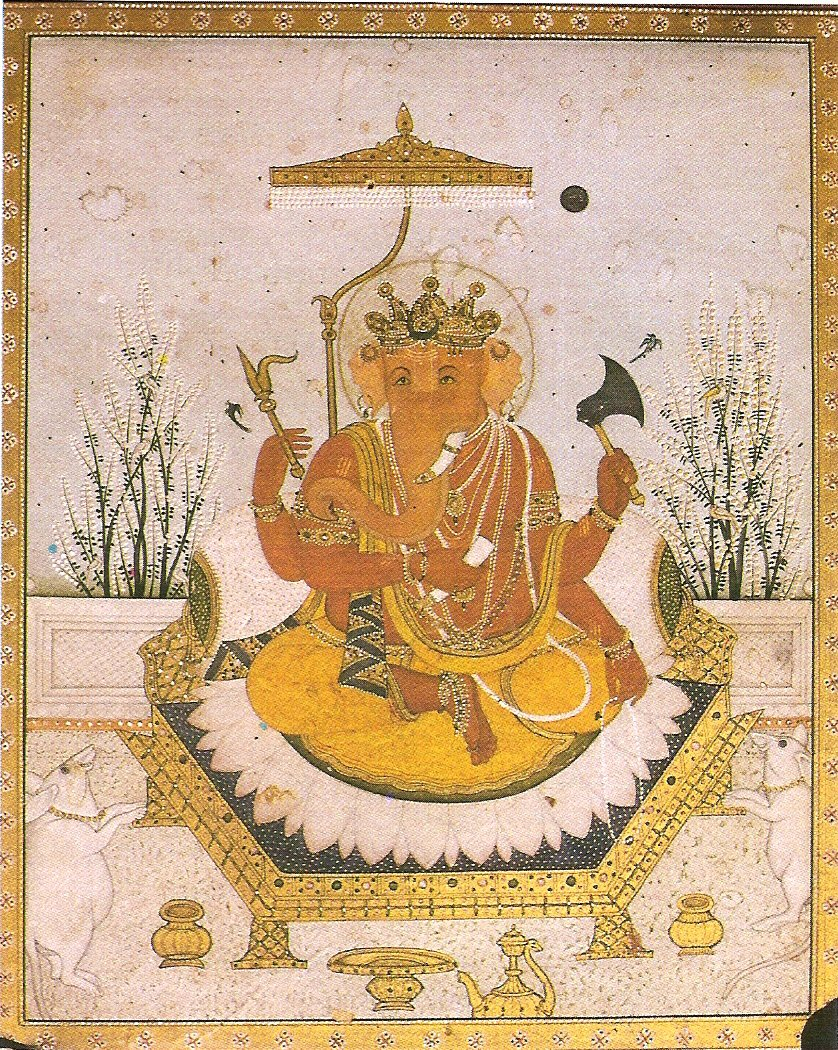
Индийский бог Ганеша держит в одной из своих левых рук топор, а в одной из правых — анкус

Слон фигурирует в культурах многих народов по всему миру. В азиатских культурах слон является символом мудрости и рассудительности как и китообразные и гоминиды Аристотель однажды сказал, что слон: «животное, которое превыше всех по своему уму и мудрости». Слово «элефант» произошло от греческого ἐλέφας, означающее «слоновая кость» или «слон».
В иконографии и церемониальных ритуальных инструментах, анкус часто представляется как инструмент, совмещающий в себе черты других ритуальных оружий, например пхурбы, дигуга (тиб. gri-gug, санск. kartika), ваджры и топора. Ритуальные анкусы оформлялись чеканными пластинами из драгоценных металлов, и обычно делались из слоновой кости, украшались драгоценными камнями. В дхармических традициях стрекало и лассо являются символами подчинения.

## Индуизм
В индуизме, а также некоторых других религиях Индостана, анкус является одним из восьми предметов известных как Аштамангала. Анкус является и неизменным атрибутом различных индуистских богов, включая Ганешу.

## Буддизм
Алан Уоллес и Даниэль Гоулман (2006: с. 79) обсуждают понятие шаматха, связанное с понятием осознания и понятием интроспекции и связывают их с метапознанием:
Во всей буддистской литературе прослеживается нить, которую можно выразить так: обучение шаматха сродни дрессировке дикого слона, и для этого существуют два основных инструмента — лассо осознания и стрекало интроспекции.

## В современных развитых странах
Использование запрещено в большинстве штатов США, в Канаде, в большинстве европейских стран (за исключением Испании и Греции), а также в Израиле, в Японии, в Австралии и в Новой Зеландии. Косвенно запрещено в России, где тем не менее в законе остаётся пространство для интерпретации. Попытки ввести запрет в Индии не увенчались успехом, но продолжаются.